# 콤마게네 왕국

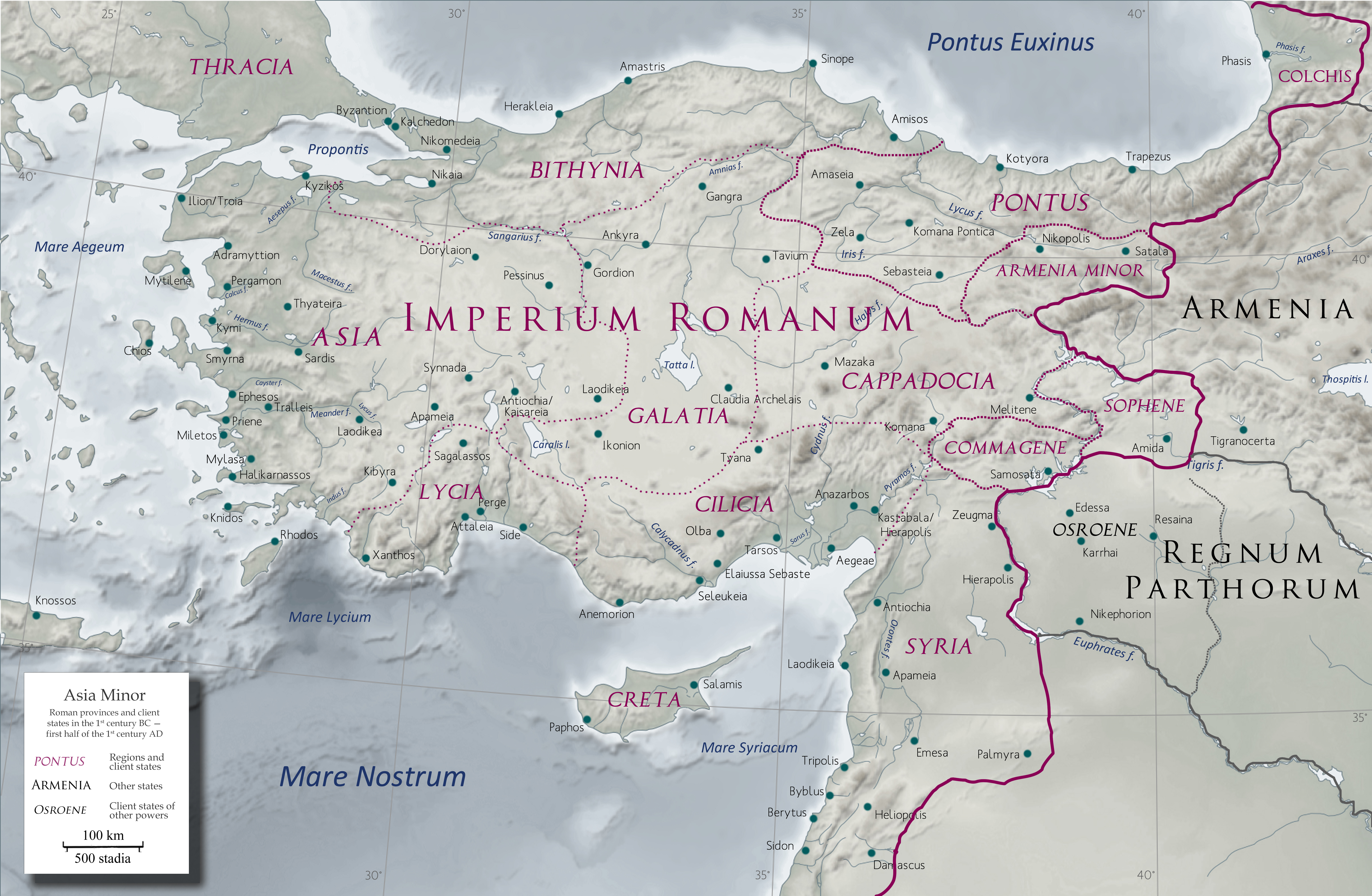
로마의 위성국으로 있던, 서기 1세기 초 아나톨리아의 콤마게네

콤마게네 왕국(고대 그리스어: Βασίλειον τῆς Kομμαγηνῆς)은 이란계 오론테스 왕조의 그리스화 된 분가가 다스린, 고대 그리스-이란계 왕국이다. 수도 역할을 했던 사모스타와 그 근방으로 위치했었으며, 철기 시대 때 사모스타의 명칭인 쿰무흐에서 콤마게네의 명칭이 생겼을 것으로 추정한다.
콤마게네는 아르메니아, 파르티아, 로마, 시리아 사이의 완충국이었던 것이 특징이며, 문화적으로도, 이에 부응하여 혼합적이었다. 콤마게네 왕국의 왕들은 다리우스 1세의 왕가의 혈통인 아르타크세르크세스 2세의 딸, 로도구네 (Rhodogune)와 오론테스의 결혼을 통해, 페르시아의 다리우스 1세가 자신들의 선조라 주장했다. 콤마게네의 영토는 오늘날 터키의 아디야만주와 안테프주의 북부 지역에 대략적으로 일치한다.
기원전 2세기가 시작되기 전에 콤마게네 지역에 대해 알려진 것은 거의 없다. 그렇지만, 거의 남아 있지 않은 증거들로 볼 때, 콤마게네는 소페네 왕국의 역시도 포함했던, 거대한 국가의 일부를 형성했던 것으로 보인다. 이 상황은 기원전 163년경까지 지속되었다가, 이 지역의 샤트라프 콤마게네의 프톨레마이오스가 셀레우코스 왕인 안티오코스 4세 에피파네스 사망 이후에 독립적인 군주로서 직접 나섰다.
콤마게네 왕국은 티베리우스 황제 때 로마 속주가 된 서기 17년까지 독립을 유지했다. 콤마게네의 안티오코스 4세가 칼리굴라의 명령으로 왕위를 회복하면서 독립 왕국으로 재등장했다가, 칼리굴라에게 다시 독립을 빼앗겼고, 그러고 나서 20년 뒤 칼리굴라의 후임자인, 클라우디우스 때 다시 회복되었다. 다시 세워진 국가는 서기 72년 때까지 유지되었다가, 베스파시아누스가 최종적으로, 영구적으로 콤마게네를 로마 제국의 일부로 만들었다.
콤마게네의 가장 지속적으로 볼 수 있는 흔적 중 하나가 넴루트산에 있는 고고학 지역으로, 안티오코스 테오스가 수 많은 혼합된 그리스-이란의 신들과 더불어 자기 자신 및 콤마게네의 성지에 바쳐진 성소이다. 현재 세계 문화 유산으로 등재되어 있다.

## 문화적 정체성

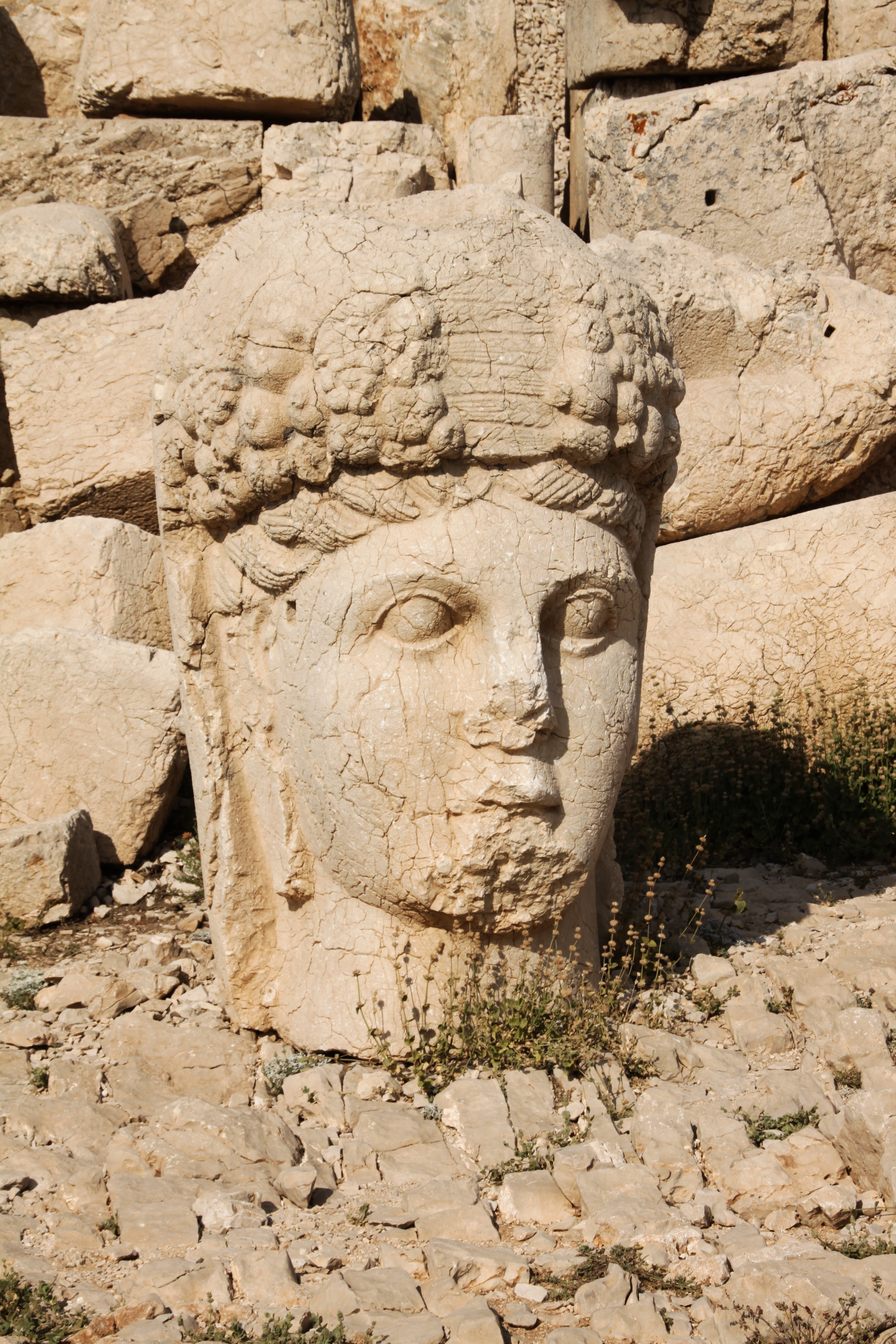
넴루트산에 있던 콤마게네 여신 (Tyche-Bakht) 머리상

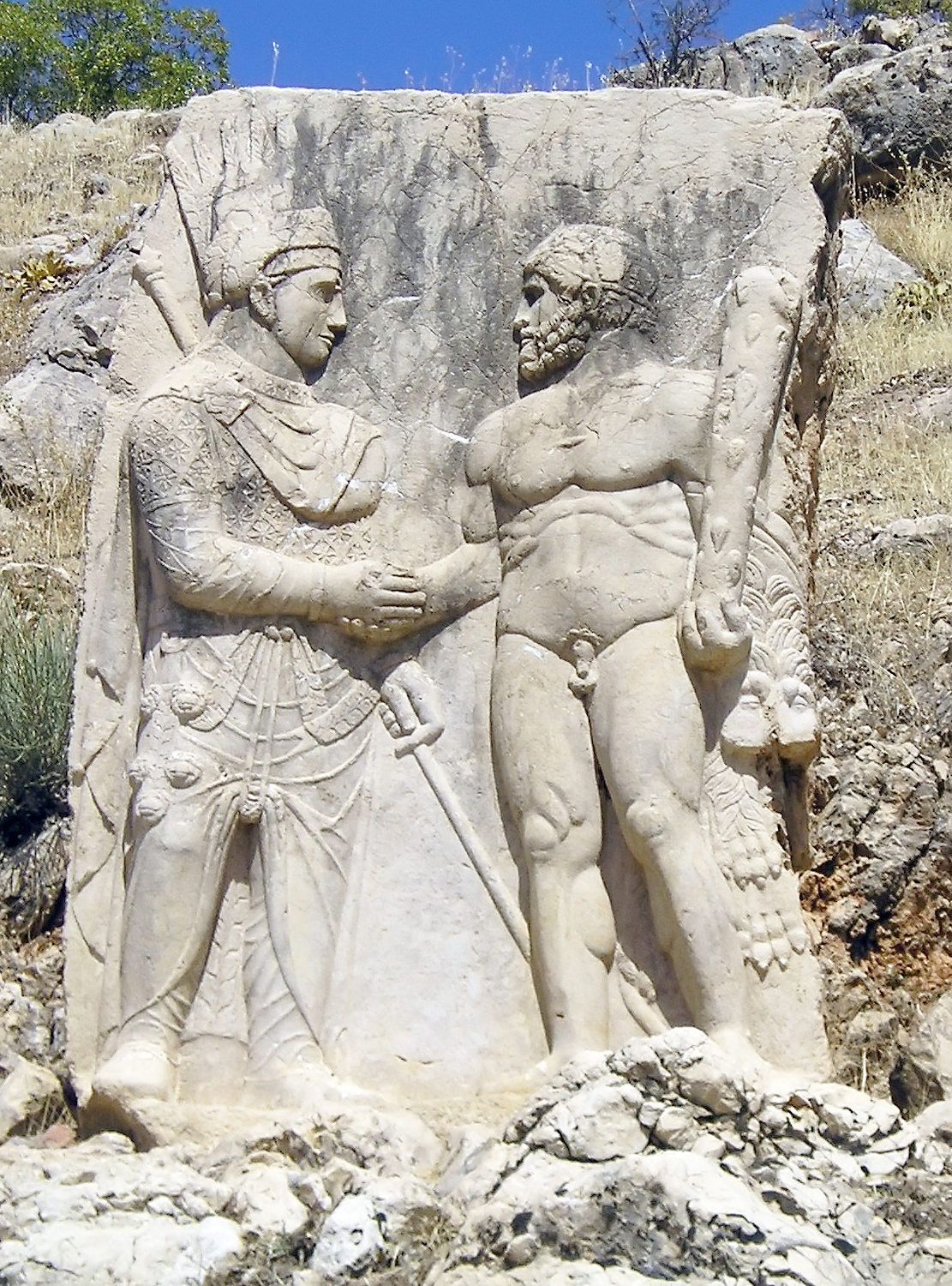
헤라클레스와 악수하는 콤마게네의 안티오코스 1세

콤마게네 왕국의 문화적 정체성은 다양하게 특징지어졌다. 피에르 메를라 (Pierre Merlat)는 콤마게네의 도시 돌리케가 가까운 곳의 다른 도시들처럼 "반은 이란화, 반은 그리스화"되었을 것이라 제시하였다. 데이비드 M. 랭은 콤마게네를 "옛 아르메니아의 위성 왕국"이라 묘사했고, 반면 블뢰머 (Blömer)와 윈터는 "그리스계 왕국"이라 하였다. 프랭크 맥린은 "아나톨리아 남부의 작은 그리스화 된 아르메니아 왕국"이라 표현했다. 퍼거스 밀러는 아람어 지방어가 그곳에서 사용되었을 것이라, 제시하는 한편, 그는 "콤마게네같이 유프라테스 지역의 일부 지역들에선, 지역 문화에 대한 질문들에 대해 어떠한 답도 불가능하다."라고 생각했다.
공공 기념물에 쓰인 언어가 통상적으로 그리스어였지만, 콤마게네의 통치자들은 자신들의 페르시아 연관성을 숨기지 않았다. 콤마게네의 왕들은 오론테스 왕조의 후손이라 주장했고 따라서 아르메니아 왕국을 건설했던 가문과 연관되어 있었을 것인데, 그럼에도 이 주장들의  정확성은 불확실하다. 넴루트산에 있는 안티오코스 테오스의 성소에선, 안티오코스 테오스가 제우스-오로마스데스 같은, 혼합된 그리스와 이란의 명칭이 있는 신들에 대한 기념 조각상들을 세운 반면, 그리스어로 된 명각에 페르시아 및 아르메니아의 왕가에서 내려온 자신의 혈통을 기념하였다. 기원전 1세기와 기원전 1세기 기간에 걸쳐, 소프라즈쾨이 (Sofraz Köy)에 있는 무덤에 나타난 이름들은 "라틴어 인명의 초기 도입과 함께, 전형적인 그리스 왕가의 이름들"의 조합을 보여준다. 랭은 콤마게네의 그리스-로마 문화에 대한 지속성을 언급하였다.
그의 기원에 대해 확실히 알려진 것은 거의 없지만, 2세기의 아티카 그리스어 시인 사모사타의 루키아노스는 옛 콤마게네 왕국의 사모사타에서 태어났다고 했으며, 한 풍자적인 작품에서 자신을 "아시리아인"이라고 묘사했다. 로마의 콤마게네 정복 이후에도 글을 잘 썼지만, 루키아노스는 "여전히 말이 피표준적이고 아시리아 스타일의 상의 (kandys)를 대부분 입고 다닌다"라고 주장했다. 이는 사실일 수도 있지만, 확정적인 것은 아니며, 그의 모어가 아람어였다는 가능성에 대한 암시일 수도 있다.

## 역사

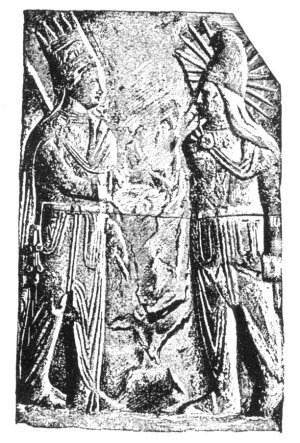
태양을 배경으로 두고 프리기아 모자를 쓴 미트라스-헬리오스와 콤마게네의 안티오코스 1세. (넴루트산, 기원전 1세기 시기)

콤마게네는 오늘날 터키 중남부에 위치했던, 본래 소규모 시리아-히타이트 왕국으로, 사모사타 (유프라테스강 인근의 오늘날 삼사트)를 수도로 하였다. 아시리아의 문서에서 쿰무후라 최초로 언급되었으며, 보통은 아시리아의 동맹이었으나 결국엔 사르곤 2세 때인 기원전 708년에 영토로 합병되었다. 그 뒤에 아케메네스 제국이 기원전 6세기에 콤마게네를 정복했고 알렉산드로스 대왕이 기원전 4세기에 이 지역을 차지했다. 알렉산드로스 대왕의 제국이 분열된 후, 이 지역은 그리스계 셀레우코스의 영토가 되었고, 콤마게네는 그리스-시리아 셀레우코스 제국의 국가이자 영토로서 출현했다. 아마 콤마게네는 초기 헬레니즘 시대 기간 아르메니아 왕국의 일부였을 것이고 아르메니아에 정복된 이후 얼마 안 있어 셀레우코스에 합병되었을 것이다
서쪽으로는 킬리키아, 남쪽으로는 카파도키아를 경계로 한 그리스계 콤마게네 왕국은 붕괴하던 셀레우코스 제국의 사트라프인 프톨레마이오스가 독립을 선언하던, 기원전 162년에 발생했다. 프톨레마이오스의 왕조는 파르티아 왕들과 혈족 관계였지만, 그의 후손 미트리다테스 1세 칼리니코스 (기원전 109년–기원전 70년)은 그리스 문화를 받아들이고 시리아의 그리스 왕녀 라오디케 7세 테아와 혼인하였다. 따라서 그의 왕조는 알렉산드로스 대왕 및 페르시아의 왕들과의 관계를 주장할 수 있었다. 이들의 결혼은 또한 콤마게네와 셀레우코스 제국 사이의 평화 조약의 일부였을 수도 있다. 이 시점을 시작으로, 콤마게네 왕국은 페르시아적보다는 좀 더 그리스적이게 되었다. 소페네 왕국과 함께, 이 지역의 그리스 및 로마 문화의 전파를 위한 중심지 역할을 수행했다. 자세한 내용들은 피상적이지만, 미트리다테스 칼리니코스는 티그라네스 2세 메가스 집권기 동안 아르메니아의 종주권을 받아들였던 것으로 여겨진다.
미트리다테스와 라오디케의 아들이 콤마게네의 안티오코스 1세 테오스 (재위 기원전 70년 – 기원전38년)왕이었다. 안티오코스는 기원전 64년에 폼페이우스가 폰토스의 미트리다테스 6세와 맞설 동안, 로마 장군 폼페이우스의 동맹이었다. 그의 외교적 기술 덕에, 안티오코스는 로마인들한테서 콤마게네의 독립을 유지할 수 있었다. 콤마게네의 안티오코스 3세가 사망하던 서기 17년에, 티베리우스 황제는 콤마게네를 시리아 속주에 합병하였다. 요세푸스에 의하면, 이 행보는 지역 귀족들한테는 지지를 받았으나 이전에 자신들의 왕 밑에 있던 걸 선호하던 많은 대중들의 반대에 부딪쳤다. 한편 타키투스는 "대부분이 로마에 있기를 바랐으나, 다른 이들은 왕가의 지배를 선호했다"라고 말했다.
서기 38년, 칼리굴라는 안티오코스 3세의 아들 안티오코스 4세를 콤마게네의 왕에 복귀시키고 또한 그에게 다스릴 킬리키아의 넓은 지역을 주었다. 안티오코스 4세는 로마 제국 치하의 콤마게네의 종속왕이었을 뿐이었다. 칼리굴라에게 폐위당했다가 41년에 클라우디우스의 즉위 때 다시 왕위가 회복된, 안티오코스는, 베스파시아누스 황제가 "카이센니우스 파이투스" 시리아 총독의 보고에 따르면... 안티오코스가 로마인들한테서 반란을 일으키려 한다."라는 진술에 결정을 내리며, 오론토스 왕조를 폐위시키고 그들이 다스린 영토를 시리아 속주에 영원히 합병당한, 서기 72년까지 재위에 있었다. 파이투스가 콤마게네로 이끌었던, 페라타 제6군단은 민중들한테 저항을 받지 않았는데, 안티오코스의 아들들인 에피파네스, 칼리니코스와의 하루 동안의 전투가 무승부로 끝났고, 안티오코스는 항복했다. 갈리카 제3군단이 서기 73년쯤에 이 지역을 점령했을 것이다. 마라 바르 세라피온 (Mara Bar Serapion)이 쓴, 시리아어로 된 1세기의 문서는 로마군들한테서 달아나 유프라테스강을 건너는 난민들을 묘사하고 난민들이 돌아오는 것을 로마가 거부하는 걸 비통해한다. 이 모습은 로마군이 서기 18년이나 72년에 콤마게네를 점령할 때를 묘사한 것일 거다.
안티오코스 4세의 후손들은 아나톨리아, 그리스, 이탈리아, 중동 등지에서 번영하며 살았다. 안티오코스 4세의 후손들에 대한 증거물로, 아테네 시민들은 116년에 아테네의 후원자였던 그의 손자 필로파포스가 죽자, 그를 추모하며 장례 기념물을 세웠다. 안키오코스 4세의 또다른 후손에는 3세기에 살았던 역사가 가이우스 아시니우스 콰드라투스가 있었다.

## 지리
콤마게네는 유프라테스강의 오른쪽 유역부터 타우루스 산맥과 아마누스 산맥에 걸쳐 있었다.  콤마게네를 시리아의 일부로 기록했던 스트라본은 콤마게네 왕국의 비옥함에 대해 언급했다. 콤마게네의 수도 및 주요 도시는 사모사타 (현재 아타튀르크 댐 아래에 잠겨 있다)였다.
콤마가네의 국경은 시간에 따라 변동했다. 안티오코스 테오스 시기에, 콤마게네 왕국은 특히 넓은 영역들을 다스렸다. 돌리케는 콤마게네의 통치하에서 "대략 35년간"을 있었으며, 안티오코스 테오스의 통치를 받았던 이곳은, 이르면 기원전 31년에 로마의 시리아 속부로 합병되었을 수도 있다. 게르마니케아는 본래는 아니었지만, 로마 시대 때 콤마게네의 도시라 밝혔다. 다른 한편, 한동안 콤마게네의 지배를 받았던 제우그마는 통속적으로, 전통적으로 키레스티케 지역에 속한다고 여겨졌으며, 스트라본은 폼페이우스가 이곳을 콤마게네에 넘겼다고 언급하였다.

## 고고학 유적지

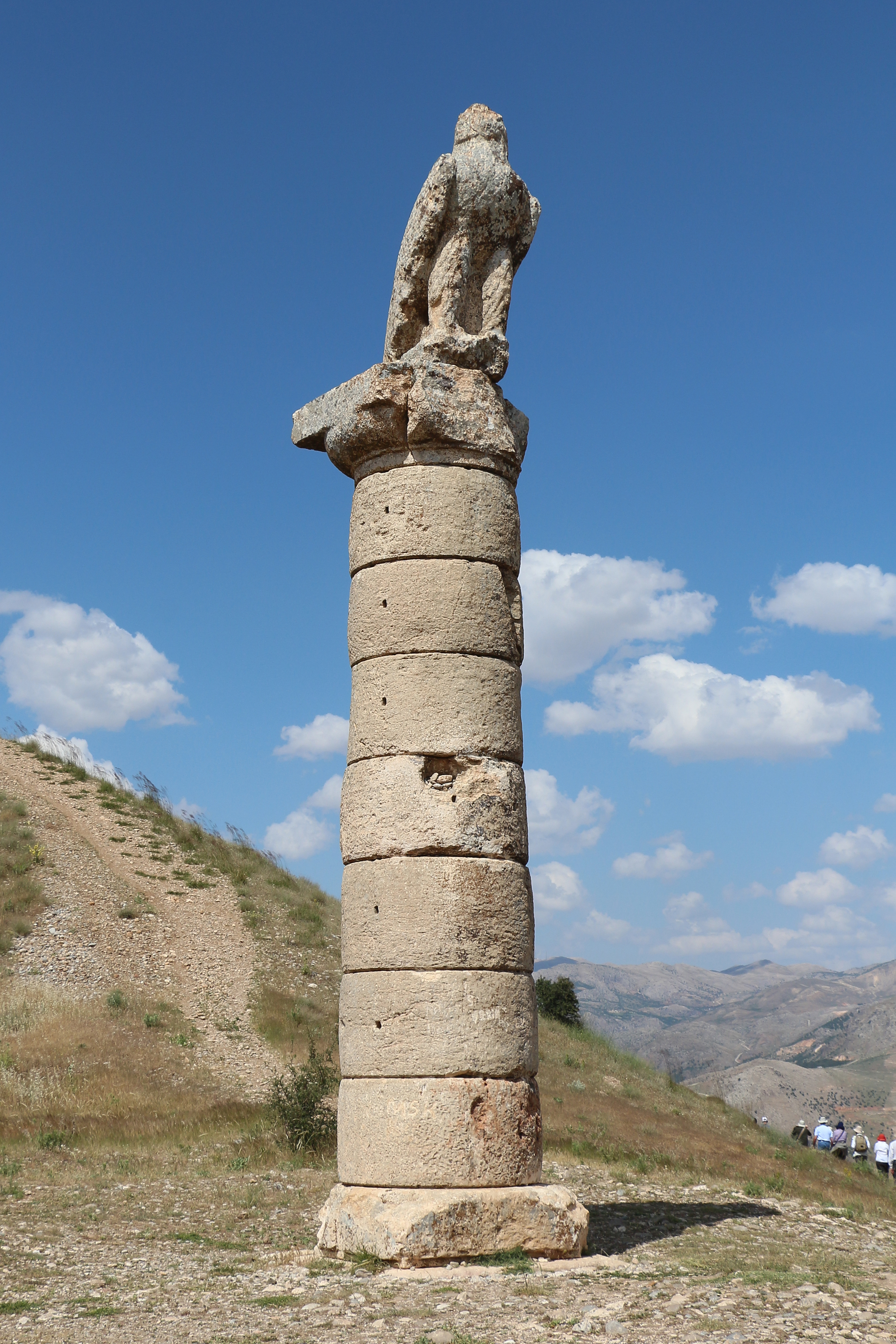
카라쿠슈에 있는 콤마게네 왕릉지의 독수리가 올려져 있는 기둥

로마인들이 콤마게네를 정복하자, 넴루트산에 있던 거대한, 왕가의 성소는 버려졌다. 로마군들은 고분의 부장품들을 약탈했고 플라비아 피르마 제16군단은 다리를 지었다. 무덤 주위의 무성한 숲은 목제, 숯을 필요로 했던 로마인들에게 베이고 치워져, 이 지역에 많은 침식을 일으켰다.
콤마게네의 또다른 중요한 고고학 지역은 미트리다테스 2세 때 헌정된, 담르자에 있는 제우스 소테르의 성소이다.
콤마게네에는, 독수리가 올려져 있는 기둥이 존재하는데, 이는 무덤에 카라쿠슈, 즉 검은 새라는 이름을 얻어다 주었다. 기둥의 명각은 여인 세 명이 묻힌, 왕가의 무덤에 대해 나타낸다. 그렇지만 이 무덤의 매장실 역시도 도굴되어 있다. 이곳의 대대적인 발굴은 뮌스터 대학교의 프리드리히 카를 되너가 실시하였다. 또다른 왕릉이 아르사메이아에 있으며, 이곳 역사도 콤마게네 왕들의 거처 역할을 했었다.
콤마게네 왕국의 유물들의 많은 수는 아디야만 고고학 박물관에서 전시 중이다.

## 참고 문헌
- Blömer, Michael; Winter, Engelbert (2011). 《Commagene: The Land of the Gods between the Taurus and the Euphrates》. Homer Kitabevi. ISBN 978-9944-483-35-3.
- Millar, Fergus (1993). 《The Roman Near East, 31 BC – AD 337》. Cambridge, Massachusetts: Harvard University Press. ISBN 978-0-674-77885-6.
- Ball, Warwick (2002). 《Rome in the East: The Transformation of an Empire》. Routledge. ISBN 9781134823871.
- Canepa, Matthew (2010). “Achaemenid and Seleukid Royal Funerary Practices and Middle Iranian Kingship”: 1–21.
- Widengren, G. (1986). 〈Antiochus of Commagene〉. 《Encyclopaedia Iranica, Vol. II, Fasc. 2》. 135–136쪽.
- Lang, David M (1983). 〈Iran, Armenia and Georgia〉.   Yarshater, Ehsan. 《The Cambridge History of Iran, Volume 3(1): The Seleucid, Parthian and Sasanian Periods》. Cambridge: Cambridge University Press. 512–537쪽. ISBN 0-521-20092-X..
- Merz, Annette; Tieleman, Teun L (2012). 《The Letter of Mara bar Sarapion in Context: Proceedings of the Symposium Held at Utrecht University, 10-12 December 2009》. Leiden: Brill. ISBN 9789004233010.
- Babaie, Sussan; Grigor, Talinn (2015). 《Persian Kingship and Architecture: Strategies of Power in Iran from the Achaemenids to the Pahlavis》. I.B.Tauris. 1–288쪽. ISBN 9780857734778.
- Erskine, Andrew; Llewellyn-Jones, Lloyd; Wallace, Shane (2017). 《The Hellenistic Court: Monarchic Power and Elite Society from Alexander to Cleopatra》. The Classical Press of Wales. ISBN 978-1910589625. Another self-designated descendant from a member of one of the seven great house, Hydarnes, was the Orontid Dynasty of Armenia
- Garsoian, Nina (2005). 〈Tigran II〉. 《Encyclopaedia Iranica》.
- Marciak, Michał (2017). 《Sophene, Gordyene, and Adiabene: Three Regna Minora of Northern Mesopotamia Between East and West》. BRILL. ISBN 9789004350724.
- Sartre, Maurice (2005). 《The Middle East Under Rome》. Harvard University Press. ISBN 9780674016835.
- Shayegan, M. Rahim (2016). 〈The Arsacids and Commagene〉.   Curtis, Vesta Sarkhosh; Pendleton, Elizabeth J.; Alram, Michael; Daryaee, Touraj. 《The Parthian and Early Sasanian Empires: Adaptation and Expansion》. Oxbow Books. ISBN 9781785702082.